# 리드 솔로몬 부호
리드 솔로몬 부호(Reed–Solomon error correction, RS 부호)는 콤팩트 디스크에 사용되는 CIRC (교차 인터리브 리드 솔로몬 부호)이다. 하드 디스크에 사용된 LDC(긴거리 부호) 와 DVD에 사용된 RSPC (리드 솔로몬 적부호) 등이 있다.
이밖에도 DVB 방송과, 외행성 탐사용 우주선 통신에 사용되었다.

## 리드솔로몬 적부호
리드솔로몬 적부호(Reed Solomon Product Code: RSPC)는 통신이나 기록 재생시에 삽입될 수 있는 오류를 제거하는 정정을 수행하기 위해서 추가로 패리티(용장) 자료를 생성하여 붙여두며 재생 또는 수신 시에 오증을 발생시키고 오류의 위치를 파악하며 오류의 값을 환산하는 오류 정정 부호의 일종이다.
연산을 쉽게 하기 위해서 0에서 255까지만 있는 바이트의 유한 장내 사칙 연산을 쉽게 하기 위해 덧셈으로는 XOR을 사용하며 곱셈은 원시 다항식을 사용하여 구현하였다. 적 부호는 각주와 같이 아래에 용장을 붙이고 왼쪽이나 오른쪽에도 설명을 붙이는 이차원 패리티 생성 방식을 뜻한다.

## 같이 보기
- BCH 부호